# Fernando Moner
Fernando Moner (Mercedes, 30 december 1967) is een voormalig Argentijns voetballer.

## Carrière
Fernando Moner speelde tussen 1986 en 2003 voor San Lorenzo Almagro, Yokohama Flügels, Atlético Madrid, Atlético Tucumán, CA Platense, Unión de Santa Fe, Huracán en Yokohama FC.